# Natação no Campeonato Europeu de Esportes Aquáticos de 2022 - 4x200 m livre feminino
A prova do revezamento 4x200 metros nado livre feminino da natação no Campeonato Europeu de Esportes Aquáticos de 2022 ocorreu no dia 11 de agosto no Foro Italico, em Roma na Itália. 

## Calendário
| Fase          | Data         | Hora  |
| ------------- | ------------ | ----- |
| Eliminatórias | 11 de agosto | 10:15 |
| Final         | 11 de agosto | 18:51 |

Todos os horários estão no horário local (UTC+1)

## Recordes
Antes desta competição, os recordes eram os seguintes:
|                       | Nacionalidade | Tempo   | Local      | Data                 |
| --------------------- | ------------- | ------- | ---------- | -------------------- |
| Recorde mundial       | Austrália     | 7:39.29 | Birmingham | 31 de julho de 2022  |
| Recorde europeu       | Reino Unido   | 7:45.51 | Roma       | 30 de julho de 2009  |
| Recorde do campeonato | Itália        | 7:50.53 | Berlim     | 21 de agosto de 2014 |

## Medalhistas
| Ouro | Prata | Bronze |
| Países Baixos · Imani de Jong · Silke Holkenborg · Janna van Kooten · Marrit Steenbergen · Lotte Hosper* | Reino Unido · Freya Colbert · Lucy Hope · Medi Harris · Freya Anderson · Tamryn van Selm* · Holly Hibbott* | Hungria · Nikolett Pádár · Katinka Hosszú · Ajna Késely · Lilla Minna Ábrahám · Zsuzsanna Jakabos* · Dóra Molnár* |

*Atletas que competiram apenas nas eliminatórias e receberam medalhas

## Resultados

### Eliminatórias
Esses foram os resultados das eliminatórias.
| Pos. | Raia | Nacionalidade | Nadadoras                                                                                              | Tempo   | Notas |
| ---- | ---- | ------------- | --- | ------- | ----- |
| 1    | 3    | Hungria       | Lilla Minna Ábrahám (1:59.52) Zsuzsanna Jakabos (2:00.21) Ajna Késely (1:59.60) Dóra Molnár (2:01.72)  | 8:01.05 | Q     |
| 2    | 8    | Países Baixos | Imani de Jong (1:59.48) Janna van Kooten (2:00.57) Lotte Hosper (2:01.74) Silke Holkenborg (1:59.36)   | 8:01.15 | Q     |
| 3    | 5    | Itália        | Alice Mizzau (2:01.75) Linda Caponi (2:01.79) Noemi Cesarano (2:00.88) Antonietta Cesarano (2:00.87)   | 8:05.29 | Q     |
| 4    | 1    | Polónia       | Aleksandra Knop (2:02.26) Wiktoria Guść (2:02.38) Marta Klimek (2:02.86) Aleksandra Polańska (1:58.52) | 8:06.02 | Q     |
| 5    | 6    | França        | Océane Carnez (2:02.09) Giulia Rossi-Bene (2:01.46) Marina Jehl (2:02.63) Lucile Tessariol (2:00.98)   | 8:07.16 | Q     |
| 6    | 2    | Alemanha      | Julia Mrozinski (2:01.67) Zoe Vogelmann (2:02.85) Josephine Tesch (2:03.93) Chiara Klein (2:01.22)     | 8:09.67 | Q     |
| 7    | 7    | Reino Unido   | Freya Colbert (2:00.59) Lucy Hope (2:02.50) Tamryn van Selm (2:03.47) Holly Hibbott (2:04.02)          | 8:10.58 | Q     |
| 8    | 4    | Suécia        | Sofia Åstedt (2:03.67) Hanna Bergman (2:03.13) Elvira Mörtstrand (2:03.23) Alicia Lundblad (2:04.59)   | 8:14.62 | Q     |
| 9    | 0    | Áustria       | | DNS     | DNS   |

### Final
Esse foi o resultado da final. 
| Pos.              | Raia | Nacionalidade | Nadadoras                                                                                                  | Tempo   | Notas |
| ----------------- | ---- | ------------- | --- | ------- | ----- |
| Medalha de ouro   | 5    | Países Baixos | Imani de Jong (1:58.97) Silke Holkenborg (1:58.92) Janna van Kooten (1:59.92) Marrit Steenbergen (1:56.26) | 7:54.07 |       |
| Medalha de prata  | 1    | Reino Unido   | Freya Colbert (1:58.72) Lucy Hope (1:58.98) Medi Harris (2:00.01) Freya Anderson (1:57.02)                 | 7:54.73 |       |
| Medalha de bronze | 4    | Hungria       | Nikolett Pádár (1:58.52) Katinka Hosszú (2:00.62) Ajna Késely (1:59.43) Lilla Minna Ábrahám (1:57.16)      | 7:55.73 |       |
| 4                 | 3    | Itália        | Alice Mizzau (2:00.58) Linda Caponi (2:00.06) Noemi Cesarano (1:58.81) Antonietta Cesarano (1:59.38)       | 7:58.83 |       |
| 5                 | 7    | Alemanha      | Julia Mrozinski (2:01.68) Zoe Vogelmann (2:01.12) Chiara Klein (2:00.16) Isabel Marie Gose (1:56.93)       | 7:59.89 |       |
| 6                 | 2    | França        | Lucile Tessariol (2:00.03) Giulia Rossi-Bene (2:00.28) Marina Jehl (2:00.83) Océane Carnez (2:00.68)       | 8:01.82 |       |
| 7                 | 6    | Polónia       | Aleksandra Knop (2:01.28) Wiktoria Guść (2:01.54) Marta Klimek (2:02.32) Aleksandra Polańska (1:57.90)     | 8:03.04 |       |
| 8                 | 8    | Suécia        | Sofia Åstedt (2:04.05) Hanna Bergman (2:01.16) Elvira Mörtstrand (2:02.70) Alicia Lundblad (2:01.57)       | 8:09.48 |       |

Legenda
| Recorde mundial       | Recorde mundial (World record)               |                       | Recorde africano                      | Recorde africano (African) |                                           | Q | Classificado por posição (Qualified) |
| Recorde do campeonato | Recorde do campeonato (Championship record)  | Recorde da América    | Recorde da América (Americas)         | q                          | Classificado por melhor tempo (Qualified) |   |                                      |
| Melhor marca do ano   | Melhor marca do ano (World leading)          | Recorde asiático      | Recorde asiático (Asian)              | DNS                        | Não largou (Did not start)                |   |                                      |
| Recorde nacional      | Recorde nacional (National record)           | Recorde europeu       | Recorde europeu (European)            | DNF                        | Não terminou (Did not finish)             |   |                                      |
| Recorde pessoal       | Recorde pessoal do atleta (Personal best)    | Recorde da Oceania    | Recorde da Oceania (Oceania)          | DSQ / DQ                   | Desclassificado (Disqualified)            |   |                                      |
| Recorde da temporada  | Recorde da temporada do atleta (Season best) | Recorde sul-americano | Recorde sul-americano (South America) | NM                         | Sem marca (No mark)                       |   |                                      |